# Arkoi
Arkoi (in greco Αρκοί?) anche Arkioi (in greco Αρκιοί?), in Italiano Archì, è una piccola isola greca che fa parte dell'arcipelago del Dodecaneso. Si trova nel Mar Egeo orientale, vicino alla costa turca del Mar Egeo. L'isola appartiene al comune di Patmos e ha una popolazione di 54 abitanti al censimento del 2001.
L'esiguità della popolazione fa sì che non esista un vero e proprio capoluogo, ma la maggior parte degli abitanti vive vicino al porto principale, mentre gli altri vivono sparsi per l'isola su terreni più elevati. La maggior parte della popolazione trova occupazione nella pesca, nell'allevamento delle capre o nella gestione di una delle quattro taverne dell'isola.

## Geografia fisica
L'isola è caratterizzata da terreni aridi e rocciosi, formati da calcari bianco-grigi, con poca vegetazione a parte gli ulivi e alcuni arbusti resistenti. La fauna dell'isola è costituita principalmente da bestiame come capre o asini, anche se occasionalmente si possono avvistare degli aironi. La vita marina nelle baie intorno all'isola non ha sofferto come in altre isole greche; sono ancora presenti esemplari appartenenti a varie specie di cernie e nudibranchi.

### Isole vicine
L'isola abitata più vicina è quella di Marathi, anche se le isole più vicine con popolazioni significative sono Lisso e Patmo.

## Storia
Arkioi nell'antichità si chiamava Arkitis e il suo insediamento moderno (Porto - Augusta) è stato costruito nell'insenatura della baia su una collina su cui si trovano resti di una torre e di una fortezza del IV secolo a.C. con interessanti decorazioni e attività di culto nell'antichità.

## Monumenti e luoghi d'interesse

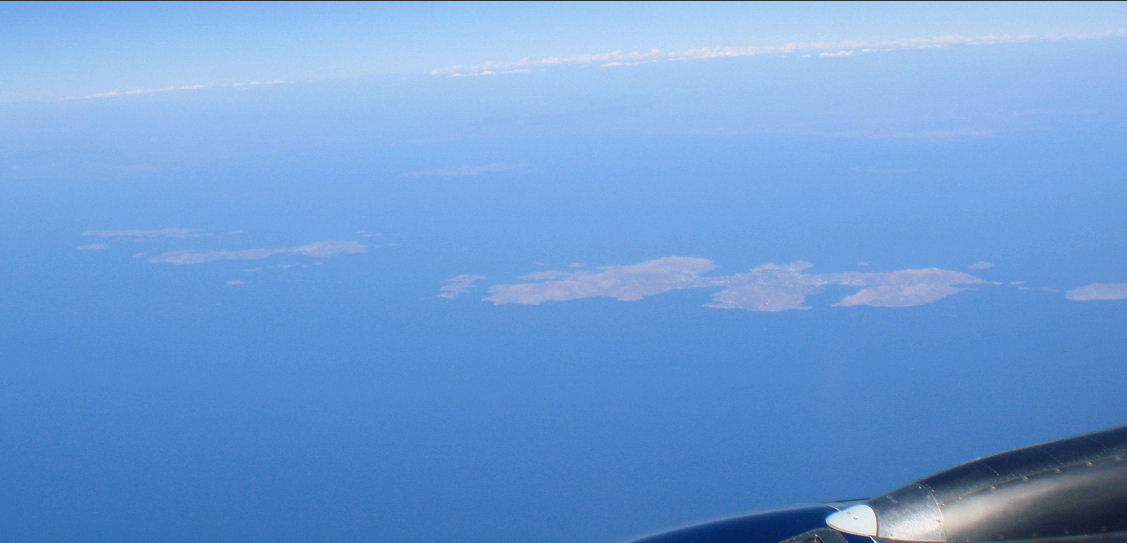
Davanti, da sinistra a destra: Arkoi, Lisso, Lero. Dietro, da sinistra a destra: Gaidaro, Farmaco e la costa turca.

Sulla collina che domina il porto principale si trovano le rovine di un'acropoli. Anche se della struttura rimane ben poco, le pietre utilizzate per costruirla costituiscono un buon punto di osservazione per vedere il tramonto sull'Egeo. A un'estremità dell'isola, verso l'isola di Lisso, si trova la migliore spiaggia dell'isola, Tiganakia. Questa spiaggia è piccola e un po' rocciosa, ma offre acque cristalline in cui nuotare e la vista sulla baia fino agli isolotti vicini è idilliaca. In piena estate (luglio e agosto) questa spiaggia può essere sommersa dai turisti che arrivano dalla vicina Lisso. All'altra estremità dell'isola, in direzione di Samos, si trova la cosiddetta "prigione italiana". Gli abitanti del villaggio sostengono che sia stata utilizzata durante la Seconda guerra mondiale come prigione dall'esercito italiano, poiché dal 1912 al 1943 l'isola fece parte del Dodecaneso italiano. Sempre a questa estremità dell'isola si trova una grotta che contiene numerose formazioni di stalattiti e stalagmiti. La grotta è tuttavia difficile da trovare perché il terreno intorno è coperto da ulivi e cespugli.

## Trasporti
Esiste un servizio di traghetti tra Samo, Patmo e Lisso, che fa scalo sull'isola, oltre a piccoli traghetti occasionali per altre isole vicine come Marathi.

## Amministrazione
Amministrativamente l'isola fa parte del comune di Patmo.